# RAID: Shadow Legends
RAID: Shadow Legends ist ein Free-to-play-Spiel mit In-App-Käufen, das vom israelischen Studio Plarium entwickelt und im Juli 2018 für PCs und mobile Endgeräte mit den Betriebssystemen Android und iOS veröffentlicht wurde.

## Handlung
Schauplatz des Spiels ist das fiktive Reich Teleria, das vom dunklen Lord Siroth unterworfen wurde. Spieler schlüpfen in die Rolle eines erfahrenen Kriegers, der auferweckt wurde, um sich dem finsteren Lord zu stellen und Frieden und Harmonie wiederherzustellen.

## Spielprinzip
RAID: Shadow Legends ist ein Rollenspiel, in dem Spieler über 300 Spielfiguren sammeln können. Spieler müssen eine Armee für Schlachten an Orten wie Schlössern, Kerkern, Wüsten und Tempeln, die vor Feinden und potenziellen Verbündeten wimmeln, zusammenstellen. Im Laufe des Spiels sammeln Spieler Splitter, welche es ermöglichen, einen zufallsbasierten Charakter zu erhalten. Es gibt vier verschiedene Arten von Splittern, mit aufsteigend höheren Wahrscheinlichkeiten auf „bessere“ Charaktere. Diese sind im Spielverlauf sehr selten, werden jedoch in verschiedenen Paketgrößen als In-App-Käufe angeboten.
Es gibt zwei Währungen: Silber und Juwelen. Letztere ist die Premiumwährung und wird daher besonders selten im Spielverlauf als Belohnung freigeschaltet. Zusätzlich brauchen Spieler Energie, um Missionen abschließen zu können. Das Spiel besteht hauptsächlich aus einer Einzelspieler-Kampagne (PvE) mit 12 Leveln, bei denen jedes Level aus sieben Abschnitten mit drei möglichen Schwierigkeitsgraden besteht. Die Kampagne ist mit einer Mehrspieler-Komponente (ebenfalls PvE) samt Ranglisten verbunden.

## Entwicklung
Die Geschichte wurde von Paul C.R. Monk geschrieben.
Bis Juli 2022 erzielte der Glücksspielkonzern Aristocrat Leisure, der Mutterkonzern von Plarium, ungefähr 1 Milliarde US-Dollar Umsatz mit RAID und erwirtschaftete geschätzte über 600 Millionen Dollar Gewinn.

## Rezeption
Das Spiel gewann durch eine groß angelegte Werbekampagne Bekanntheit, besonders durch Sponsoring von verschiedenen YouTubern, beispielsweise Knossi in Deutschland. Die Omnipräsenz des Marketings ist Teil der Internet-Memekultur geworden.
RAID erhielt generell gute Bewertungen, wurde jedoch aufgrund der Menge an Mikrotransaktionen kritisiert: Pocket Gamer und BlueStacks loben die „atemberaubenden“ Grafiken und Animationen. Gamezebo stellt heraus, dass das Spiel „statt typischem Anime-Stil einen realistischen, finsteren Fantasy-Style“ nutzt. Die österreichische Boulevardzeitung „Heute“ beschreibt das Spielsystem als „ideal für mobile Plattformen und komplex genug, um hartgesottene Rollenspiel-Fans bei der Stange zu halten“, erwähnt aber auch, dass die Werbung für In-App-Käufe dem Spielspaß abträglich war. Auch Inside Games kritisiert die häufigen Kaufempfehlungen und mangelnde spielerische Abwechslung. Alles in allem sei Raid: Shadow Legends aber ein gutes Gacha-Spiel, das trotz des Mangels an frischen Spielideen mit seiner grafischen Umsetzung glänze. Das Magazin vergibt 78 von 100 Punkten. Javier Casillas von Nerdbot bewertet das Spiel als schrecklich wegen des Auto-Play-Modus, bei dem alle Aktionen im Spiel ohne den Spieler stattfinden können.
Ultralativ bemängelte das auf YouTube durch aggressives Sponsoring verbreitete Bild von Raid: Shadow Legends und bezeichnete es im Kontrast zu den meisten Bewertungen als größtenteils automatisiertes „animiertes Uhrwerk“, dessen Instandhaltung immer wieder dazu verleite, Geld zu investieren.
Die durchschnittliche User-Wertung auf Metacritic beträgt 2,2 von 10 Punkten.